# 冷血霹靂火
是1972年的美國電影，由馬田·史高西斯執導。本片鬆散地改編自班·雷特曼所寫的《Sister of the Road》，講述虛構角色Bertha Thompson的偽自傳式故事。這是史高西斯的第二部長篇電影。

## 劇情
本片講述Bertha Thompson（芭芭拉·赫尔希 飾演）和"Big" Bill Shelly（戴维·卡拉丹 飾演）的故事，兩名列車劫匪和戀人陷入了美國南部鐵路工人的困境。當Bertha嫌謀殺一名富有的賭徒時，他們倆人成為逃犯了。

## 演員
- 芭芭拉·赫尔希 飾 Boxcar Bertha
- 戴维·卡拉丹 飾 Big Bill Shelly
- 巴里·普賴默斯（英语：Barry Primus） 飾 Rake Brown
- 伯尼·凱西（英语：Bernie Casey） 飾 Von Morton
- 約翰·卡拉定（英语：John Carradine） 飾 H. Buckram Sartoris
- 哈利·諾薩普（英语：Harry Northup） 飾 Harvey Hall
- 菲克特·亞哥（英语：Victor Argo） 飾 First McIver

## 外部連結
- 互联网电影数据库（IMDb）上《冷血霹靂火》的资料（英文）
- TCM电影资料库上《冷血霹靂火》的资料（英文）
- 爛番茄上《冷血霹靂火》的資料（英文）